# August Deppe
August Deppe (* 27. April 1869 in Hastedt; † 13. April 1951 in Bremen) war ein deutscher Tischler und Politiker (SPD).

## Biografie
Deppe besuchte die Volksschule und erlernte den Beruf eines Tischlers.
Nach dem Ersten Weltkrieg war er von 1927 bis 1933 Mitglied der Bremischen Bürgerschaft.